# This Little Wiggy
This Little Wiggy, llamado Gorgorito en Hispanoamérica y El pequeño Wiggy en España, es el decimoctavo episodio de la novena temporada de la serie animada estadounidense Los Simpson, estrenado originalmente el 22 de marzo de 1998. Fue escrito por Dan Greaney, y dirigido por Neil Affleck. En el episodio, Ralph Wiggum se hace amigo de Bart, y ambos causan que el Alcalde Quimby corra el riesgo de ser electrocutado. Phil Hartman fue la estrella invitada, como Troy McClure.

## Sinopsis
La familia Simpson decide ir a visitar una recientemente inaugurada feria de ciencia en Springfield. Allí Bart se separa de su familia y camina sobre una exposición del planeta Marte. En ese lugar se encuentra con Ralph Wiggum y con los abusones de la escuela de Springfield, quienes ponen a Ralph dentro de una oreja gigante. Posteriormente, cuando un empleado del lugar logra sacar a Ralph de la oreja, se encuentran con él Marge Simpson y el Jefe Wiggum.
Marge comienza a hablar con Ralph, y cuando ésta se da cuenta de que el niño no tiene amigos decide hacerle una "cita de juego" con Bart.
Bart no está de acuerdo con la idea de su madre, pero luego ve su amistad con Ralph como un beneficio al descubrir la llave maestra de policía de su padre capaz de abrir cualquier puerta de Springfield. Bart y Ralph roban la llave y van al centro de la ciudad a realizar travesuras; Allí se encuentran con los abusones de la escuela Nelson, Jimbo, Kearney y Dolph y se dirigen a una penitenciaría abandonada.
Cuando Ralph se queja los abusones se van, habiendo antes arrojado la llave dentro de la penitenciaria. Bart y Ralph van tras ella y cuando la encuentran descubren una silla eléctrica que estaba desactivada. Los niños la activan para hacer una prueba y luego se olvidan de volver a desactivarla.
Posteriormente, Bart y Ralph están jugando a las cartas en la casa de los Simpson cuando ven en el noticiario que el alcalde Quimby había reinaugurado aquella penitenciaria y estaba a punto de someterse a una prueba en la silla eléctrica que ellos habían activado.
Cuando se dan cuenta del peligro que esto representa, Bart le pide a Ralph que piense un plan, y este le contesta "Lisa es quien piensa". Acto seguido le cuentan la situación a Lisa y le piden que elabore un plan. El plan de Lisa consiste en mandar una nota atada a un cohete con la inscripción "Cuidado, la silla eléctrica está activada" a la penitenciaría. Pese a que el cohete no llega al destino esperado, cae en las manos del señor Burns quien, luego de ver la nota, corta la electricidad de la prisión al argumentar que ésta ha tenido energía gratis muchos años sin su conocimiento, salvando inconscientemente la vida del alcalde.
Pese a que la idea fue de Lisa, Bart decide atribuirle el crédito a Ralph ya que a él fue quien se le ocurrió preguntarle a Lisa. En el momento en el que están felicitando a Ralph, aparece un duende sobre su hombro que le dice "vamos, ahora tienes que quemar la casa".

## Producción
El productor ejecutivo Mike Scully fue quien le dio la idea a Dan Greaney de que Marge obligase a Bart a ser amigo de Ralph Wiggum. Scully eligió a Greaney para que desarrollase su idea debido a su habilidad de escribir bien las líneas y las acciones de Ralph, y su preferencia por el personaje.
Este episodio fue el segundo cuyo argumento tratase sobre Ralph, después de "I Love Lisa". A pesar de esto, el productor J. Stewart Burns no cree que Ralph pueda tener un episodio totalmente centrado en él en 2008.
El robot que aparece al principio del episodio estuvo influenciado por las experiencias de Greaney trabajando con un robot de USA Today. Cuando estaba en un partido de béisbol con el robot, este lideró al público cantando "Take Me Out to the Ball Game". El robot no fue bien recibido, y los espectadores le arrojaron objetos. El operador tuvo que mantenerse cerca del robot durante el partido, y fue molestado y burlado de la misma forma del operador que aparece en el episodio, al cual Bart le arroja una piedra con su resortera.
El director del episodio, Neil Affleck, fue elogiado por el elenco por su dirección del episodio. En la escena en la cual el jefe Wiggum cae de espaldas en su habitación, incapaz de levantarse, Affleck decidió actuar la escena para los animadores para que estos pudieran hacerlo exactamente según sus planes. Affleck fue también elogiado por su habilidad de crear tres nuevos fondos elaborados para el episodio: el museo de ciencias, la penitenciaría de Springfield, y la juguetería.
En el libreto original del episodio, Lisa no ayudaba a Ralph y a Bart a pensar una idea para alertar de la electricidad. En la escena original, la cual es una de las favoritas de Greaney del programa aunque nunca se emitió, Bart, Ralph y Homer trataban de pensar en un plan para salvar al alcalde Quimby.

## Recepción
Los autores del libro I Can't Believe It's a Bigger and Better Updated Unofficial Simpsons Guide - Warren Martyn y Adrian Wood - disfrutaron del episodio, describiéndolo como "Maravillosamente divertido, ya que Bart se da cuenta de que hay un lado interesante de Ralph, o al menos de su padre, que hasta entonces desconocía".
En el episodio aparece una de las escenas favoritas de la serie de Dan Greaney y Matt Selman, cuando la familia sale del museo y Homer trata de decirles todo lo que había hecho. Dan elogió la dirección de Neil Affleck en la escena, y describió las acciones de Homer diciendo "Parece un niño muy entusiasmado, quien tiene una historia que contar y trata de atraer la atención de su familia, pero a nadie le importa lo que tiene que decir".